# VAIO
VAIO (произн. «вайо») — торговая марка ноутбуков, персональных компьютеров, и моноблоков, принадлежавшая до 2014 года компании Sony. Впоследствии бренд был продан компании Japan Industrial Partners. 
Слово VAIO изначально являлось акронимом от «Video Audio Integrated Operation», но в 2008 году подобная трактовка названия была изменена на «Visual Audio Intelligence Organizer».

## История

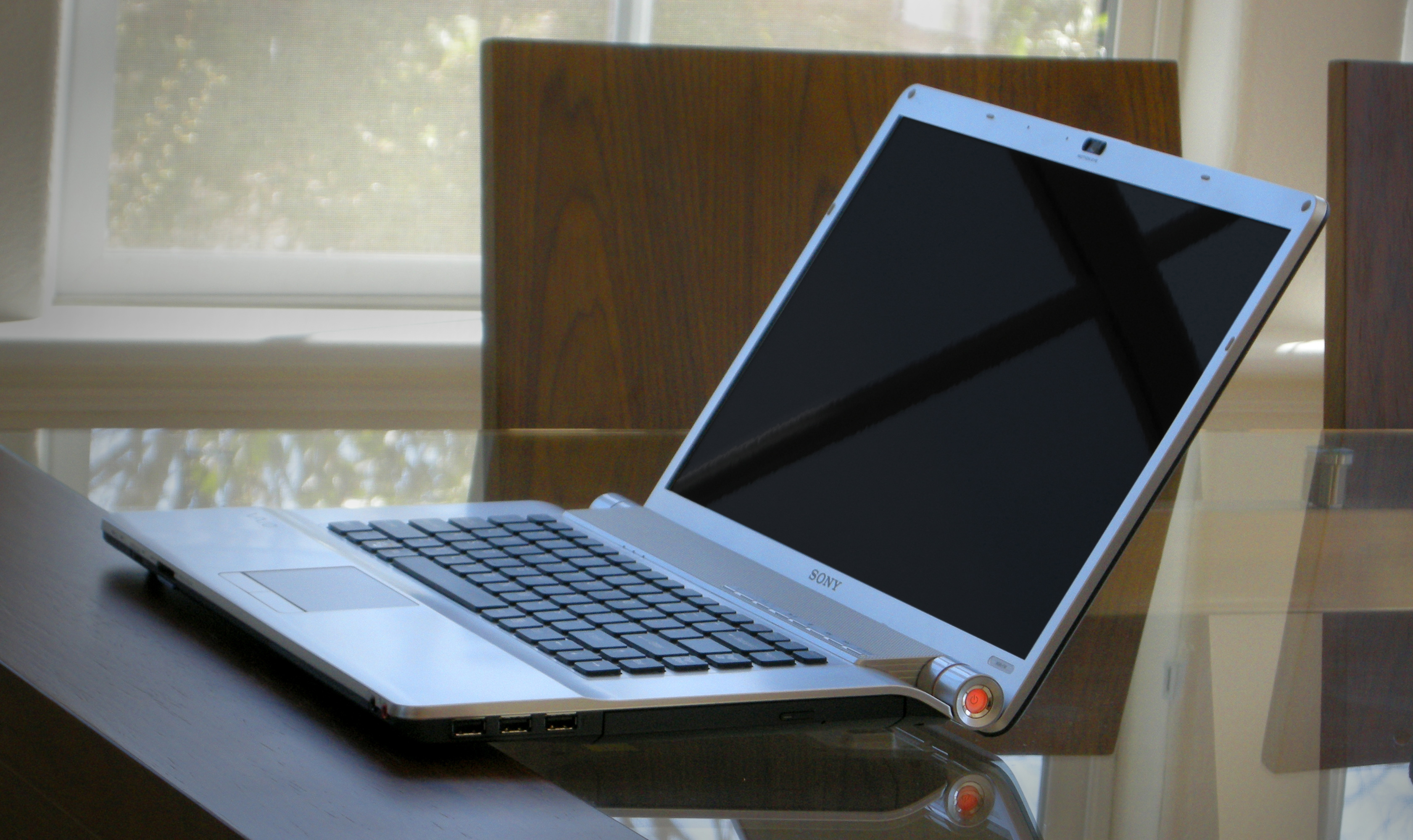
VAIO FW series (2009)

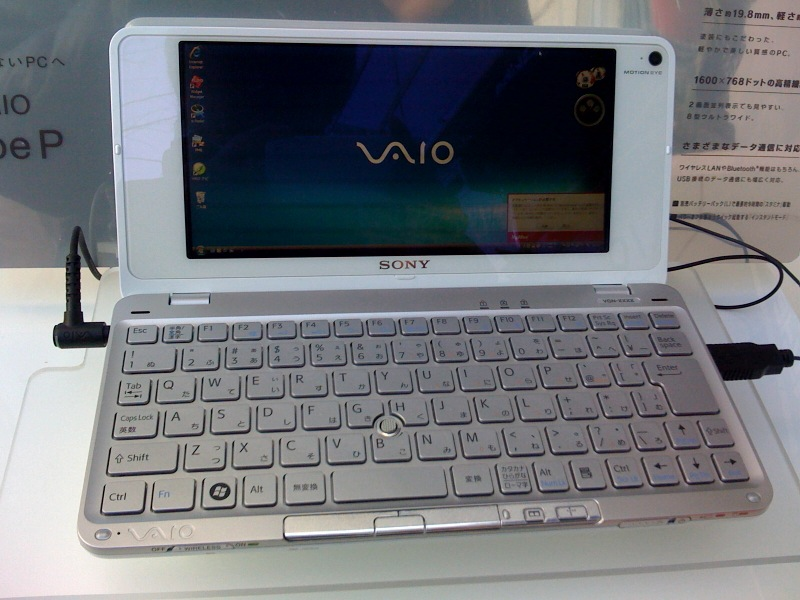
VAIO P series (2009)

Sony начала выпускать персональные компьютеры в 1980 году, преимущественно для японского рынка. 
В начале 1990-х годов компания свернула производство в этом направлении и вернулась только в 1996 году под брендом VAIO.
В России ноутбуки VAIO впервые появились в 1996 году и неофициально привозились преимущественно из Германии. Официальные поставки в РФ начались спустя девять лет — в 2005 году, хотя к тому времени продукция марки VAIO получила довольно широкое распространение. Немалую роль в этом сыграл тот факт, что в течение 2—5 лет до начала официальных поставок VAIO в РФ вышеупомянутые ноутбуки повсеместно использовались (и используются) в Государственной Думе РФ, и, соответственно, крышки с крупным логотипом регулярно мелькали в СМИ. Некоторые эксперты считают данный факт одним из самых крупных продакт-плейсментов в истории.
В октябре 2009 года вышел первый ПК Sony VAIO L-серии с сенсорным экраном.
4 февраля 2014 года Sony сообщила о прекращении выпуска персональных компьютеров VAIO, вследствие их нерентабельности, а права на марку приобретает японская компания Japan Industrial Partners (JIP).
1 июля 2014 года JIP выпустила первые ноутбуки под брендом VAIO — Fit и Pro.
22 марта 2017 года бренд VAIO представил телефон VAIO Phone A,чтобы составить конкуренцию своему бывшему владельцу — Sony, который занимает 12 % внутреннего рынка Японии.

## Технологии
Компьютеры VAIO собираются из комплектующих сторонних производителей, таких как:
- Процессоры: Intel, AMD
- Жёсткие диски: Seagate Technology, Hitachi, Samsung, Fujitsu, Toshiba
- Беспроводные адаптеры: Infineon RAM, Atheros и Intel
- Оптические приводы: Sony (обычно сделанные Hitachi) или Matsushita
- Графические адаптеры: Intel, NVIDIA или ATI
- Прочее: динамики; аккумуляторы — Sony. Последние модели начали комплектоваться с оперативной памятью Qimonda, динамиками HP и звуковыми чипами Realtek High Definition Audio (иногда с Dolby Sound Room technology).

Некоторые модели компьютеров VAIO оснащаются фирменными дисплеями XBRITE (также известными как ClearBright в Японии и Юго-Восточной Азии). Первыми моделями, в которых использовались такие экраны, стали ноутбуки VAIO TR серии, это также первые потребительские модели, в которых использовалась подобная технология. Сущность этой технологии заключается в сочетании глянцевого экрана, антибликового покрытия (AR — Anti reflection) и высококачественного оптического стекла. Инженеры компании утверждают, что благодаря глянцу изображение на экране становится более четким, AR-покрытие предотвращает блики от посторонних источников света, а благодаря стеклу удаётся добиться в 1,5 раза более яркого изображения, чем в обычных решениях, что позволяет увеличить время работы от батареи из-за менее интенсивного использования подсветки экрана. Данная технология была изобретена инженером компании Sony по имени Масааки Накагава (Masaaki Nakagawa), ответственным за создание Sony Vaio TR-серии.
В сентябре 2005 года Sony представила публике VAIO TX-серии — первый ноутбук, оснащённый 11" экраном со светодиодной подсветкой (подобное решение даёт гораздо более низкое энергопотребление и лучшую цветопередачу). Позже эта технология широко распространилась и начала внедряться остальными производителями ноутбуков. Также это была первая модель, использующая соотношение сторон экрана 16:9 с разрешением 1366x768.
В 2007 году на смену TX-серии пришла новая линейка суперкомпактных ноутбуков — VAIO TZ. Некоторые модели новой серии оснащались твердотельными накопителями SSD (Solid State Drive) на 64 ГБ, ускоряющими загрузку ОС и запуск программ в несколько раз. Также опционально можно было заказать дополнительный жёсткий диск 250 Гб вместо встроенного CD/DVD-привода. Также модели TZ-серии были оснащены сканерами отпечатка пальца на основе TPM. В тонкую крышку над экраном была встроена миниатюрная MOTION EYE веб-камера для проведения видеоконференций. Отличительной чертой ноутбуков Vaio TZ было длительное время автономной работы от стандартной батареи — до 7 часов, чему немало способствовало использование вышеупомянутого XBRITE-дисплея со светодиодной подсветкой. Связь обеспечивалась средствами Bluetooth, Wi-fi, а также опционально встроенным Wireless Wide Area Network (WWAN) модемом.
В 2008 году  Sony сменила TZ-серию на TT. Новая линейка к прочим упомянутым функциям стала комплектоваться DDR3-памятью, полуматовыми экранами (те же светодиодные экраны XBRITE, как в TZ-серии, но со специальным матовым антибликовым покрытием), приводами Блюрей (Blu-Ray) и выходами HDMI, что сделало серию TT прекрасным переносным мультимедиа-центром. Конечно, о комфортном просмотре фильмов блюрей-качества на 11" экране не могло быть и речи, но, подключив ноутбук с помощью HDMI-кабеля к большому телевизору, можно было без проблем смотреть фильмы в разрешении FullHD (1080p).

В 2009 году производство серии TT было прекращено, а ряд 11-дюймовых ультрапортативных ноутбуков пополнился серией X, прозванной в народе «Macbook Air killer» и позиционируемой Sony как самый тонкий ноутбук в мире. Вес этого устройства в карбоновом корпусе со стандартным аккумулятором составляет 680 грамм.
В 2006 году Sony анонсировала VAIO SZ-серии — бизнес-ноутбук, который впервые использовал схему переключения графических адаптеров. Небольшой переключатель (Stamina/Speed) над клавиатурой позволял включать использование либо встроенного на материнской плате видеоадаптера Intel, либо дискретной (отдельной) видеокарты NVIDIA. Также в Stamina-режиме ноутбук работал на пониженной частоте процессора, сделано это было для того, чтобы увеличить время автономной работы от батареи в случае, если вам не требуется большая мощность дискретной видеокарты и процессора. При этом для переключения между режимами требовалась перезагрузка компьютера. Наследник же этой серии — VAIO Z — работающий под Windows Vista, перестал требовать перезагрузки для смены режима, позволяя проделывать эту операцию на лету. Позже эту функцию стали использовать и другие производители ноутбуков, включая Apple, Asus и Alienware. 
Весной 2010 года линейка VAIO Z была существенно обновлена — гибридная динамическая графическая подсистема получила возможность автоматически «на лету» переключаться между видеоадаптерами в зависимости от выполняемой задачи и режима работы.
Ноутбуки High-end-серии VAIO AR были первыми ноутбуками со встроенным записывающим приводом Blu-ray. Эта серия проектировалась как воплощение всех существующих высокотехнологичных решений, включая FullHD-совместимый WUXGA-экран с разрешением 1920×1200 пикселов, HDMI-выход и блюрей-привод. 

Начиная с середины 2007 года Sony проводила масштабную рекламную акцию, центром которой являлись ноутбуки AR-серии, оснащённые Blu-Ray и HDMI и продающиеся в комплекте с различными блюрей-дисками. 

Позже на смену AR-серии пришла серия Vaio AW, включающая все преимущества AR-серии, но уже с экраном 18,4" и соотношением сторон 16:9.
В 2006 году под брендом VAIO были выпущены на рынок домашние медиацентры. Эти устройства без мониторов, имеющие индекс VGX (у ноутбуков VGN), были разработаны специально для домашних мультимедийных систем. Обычно оснащены ТВ-тюнером, HDMI и композитными разъёмами для подключения телевизоров. Примеры таких устройств — мультимедиа-центры серий VAIO XL и TP. Особенно отличилась TP-серия — её легко узнать по стильному, «круглому» дизайну корпуса.
Линейка устройств под брендом VAIO также включает в себя несколько серий настольных компьютеров (десктопов) — моноблоков — в которых аппаратная «начинка» совмещена в одном корпусе с широкоформатным монитором (аналогично Apple iMac). Эти компьютеры обозначаются индексом VGC.

## Продукция

### Персональные ноутбуки
Все персональные ноутбуки VAIO продаются с предустановленной ОС Windows (до октября 2009 Vista Home Premium, после — Windows 7, далее — Windows 8.1). За исключением business-версий, даунгрейд до предыдущей версии Windows не предусмотрен.
- AW-серия — 18,4", мультимедиа-ноутбук класса high-end, экран с разрешением 1080p и опционально SSD-накопителями. Замена AR-серии.
- F-серия — 16,4" мультимедиа-ноутбук. Опции — читающий/записывающий привод Blu-Ray, широкоформатный матовый экран Full HD. Второй по величине ноутбук VAIO после AW-серии.
- NW-серия — 15,5" ноутбук начального уровня для домашних пользователей. Наследник NS-серии. Оснащён HDMI-выходом и дисплеем 16:9. Топовые модели оснащены Blu-Ray-приводом для чтения дисков.
- CS-серия — 14,1" ноутбук среднего класса и оригинального модного дизайна, имеет больше опций и возможностей аппаратного, чем более дешевые серии вроде NW. Замена CR-серии.
- CW-серия — 14,1" ноутбук, преемник CS-серии.
- S-серия — 13,3", легкий и мощный ноутбук бизнес-класса с процессором Intel, графической платой NVIDIA и поддержкой WiMax.
- X-серия — 11,6", ультрапортативный ноутбук в карбоновом корпусе, работающий на процессоре Intel Atom Z550 с памятью 2 GB DDR2 @ 533 MHz и имеющий вес 680 грамм. Первый компьютер в США, выпускаемый с 2 ГГц процессором Atom, наряду с Sony VAIO P-серии является одним из самых дорогих устройств на базе Intel Atom. В октябре 2009 года является самым тонким ноутбуком в мире.[2]
- P-серия — 8", ультрапортативный ноутбук (по неоднократным заявлениям Sony, подчеркивающим его позиционирование как «не нетбук»). Работает на процессорах Intel Atom CPU Z520/550 и памяти 2 GB DDR2 @ 533 MHz.
- W-серия — 10,1" нетбук, нацеленный на молодых людей. Работает на базе процессора Intel® Atom™ N280, 1 GB DDR2 RAM, 160 GB HDD, Windows XP Home. Первый нетбук от Sony.

### Бизнес-ноутбуки (VAIO Professional)
Бизнес-ноутбуки VAIO обычно поставляются с Windows 8.1 Pro (самые дорогие модели иногда комплектуются Windows 8.1 Корпоративная). Ранее все бизнес-модели имеют возможность даунгрейда до Windows XP и полную поддержку драйверами, но на данный момент толка в этом нет, так как эта операционная система устарела, и больше не поддерживается Microsoft.
- TT-серия — 11,1" ультрапортативный ноутбук. Преемник TZ-серии. Самый маленький ноутбук, оснащенный Blu-Ray дисководом и HDMI-выходом.
- Z-серия — 13,1", ультрапортативный ноутбук, оснащённый экраном WXGA++ с разрешением 1366 x 768, 1600 x 900 или 1920 x 1080 и встроенным WWAN-модемом. Заменил high-end-модели VAIO SZ.
- SR-серия — 13,3" ультрапортативный ноутбук для дома и бизнеса. Заменил low-end-модели VAIO SZ.
- BZ-серия — мощный бизнес-ноутбук с TPM и биометрическим сканером отпечатка пальца. Заменил BX-серию.
- G-серия — 11,1" ультрапортативный ноутбук с Trusted Platform Module и биометрическим сканером отпечатка пальца. Весит около 1,1 кг, сделан из углепластика (Carbon fiber-reinforced polymer, CFRP) и оснащён ультратонким дисплеем со светодиодной подсветкой (как Vaio TX, TZ, TT).

Со второго квартала 2008 года все highend-модели (AW, FW, Z, SR, TT и BZ) основаны на цилиндрическом «шпинделе», своеобразной детали корпуса с отсутствующими портами на задней части ноутбука. С левого торца шпинделя расположен разъём для блока питания, а с правого торца — кнопка включения, подсвеченная ярким светодиодом.

### Подбираемая конфигурация (configure-to-order)
В начале 2009 года Sony предложила покупателям онлайн и основного офлайн-магазина покупать некоторые high-end ноутбуки персональной конфигурации. Во время покупки можно подобрать себе ОС (как 32-, так и 64-битную Windows), оперативную память, видеокарту, и в некоторых моделях корпус. Configure-to-order («конфигурация по заказу») ноутбуки отличаются от обычных 15-значным серийным номером. У этих ноутбуков он начинается с цифр 54 вместо 28 у обычных. В России данная опция была не доступна на начало 2012 года.

### Настольные компьютеры (моноблоки)
Настольные компьютеры (моноблоки) L-серии:
- LV-серия — 24" HD LCD-экран с разрешением 1920×1200 (1080p) и соотношением сторон 16:10. Blu-ray-привод способен записывать ТВ-передачи на блюрей-диски.
- LT-серия — 22" экран, процессор 2.5 GHz Intel Core 2 Duo, 4GB памяти, 1TB HDD и встроенный записывающий привод Blu-Ray.
- LN-серия — 20.1" LCD-экран X-black[англ.] с разрешением 1680×1050 и соотношением сторон 16:10. Blu-ray-привод без возможности записи.
- LM-серия — 19" экран, TV-тюнер, 2.1-канальная акустика и сабвуфер. Процессор Intel Core2 Duo T7250 (2,00 GHz), 2 GB DDR2 памяти, 250 GB HDD, Windows Vista Home Premium, видеокарта NVIDIA.
- L-серия — 24" экран с тачскрином и разрешением 1080p. Процессор Intel Core 2 Quad, 6GB RAM, записывающий привод Blu-Ray, HDMI-выход, двойной TV-тюнер, 1TB HDD, 1GB Nvidia видеокарта и ОС Windows 7 Home Premium.
- JS-серия — 20,1" разноцветный домашний персональный компьютер. По дизайну очень похож на телевизор Sony Bravia KDL-19M4000 19" LCD HDTV.
- RT — 25", домашний компьютер All-in-one, ориентированный на редактирование HD-видео.

Почти все ноутбуки VAIO имеют выключенную аппаратную функцию VT (Intel Virtualization technology), за исключением новой серии BZ, которая использует Aptio BIOS от American Megatrends (AMI), вместо урезанного Phoenix BIOS на старых моделях. Эта функция может быть включена на ноутбуке, если материнская плата и процессор поддерживают эту технологию. Для этого необходимо скачать последнюю версию BIOS на сайте поддержки ноутбуков VAIO. После установки обновленной версии в BIOSe появится опция включения аппаратной виртуализации.

## Поставляемое ПО
Пользователи часто критикуют VAIO за использование в своих компьютерах большого количества предустановленного неиспользуемого, ненужного ПО, хотя и позволяющего пользователям сразу после покупки воспользоваться всеми мультимедиа-функциями (компания Dell также была замечена в подобной практике, но после большого количества претензий и жалоб от покупателей согласилась ограничить количество предустановленного ПО на продаваемых ноутбуках).
На данный момент компания VAIO в некоторых регионах поставляет по программе «Fresh start» часть своей продукции только с базовой установленной операционной системой и небольшим комплектом trial-версий популярных программ вроде MS Office.
В ноутбуках VAIO для работы со встроенной камерой используется предустановленная программа ArcSoft WebCam Companion, позволяющая пользователям применять к фото и видео различные эффекты и имеющая функцию распознавания лица. Также с большинством новых моделей поставляются программы Click to Disc Editor, VAIO Music Box, VAIO Movie Story, VAIO Media Plus.

## Проблемы и недостатки
После замены предустанавливаемой ОС Windows Vista на Windows XP — возникают проблемы с различными драйверами. В частности, перестают работать функциональные клавиши клавиатуры. Проблема до настоящего времени не решена. Переустановка драйверов не приводит к положительному результату.
Однако известно, что для каждого ноутбука серии VAIO существует строгая последовательность установки драйверов на «чистую» Windows (порядок установки можно найти на форумах в интернете), в результате командные клавиши в связке с «Fn» начинают работать.
После замены предустановленной Windows 7 возникают проблемы при попытках восстановления фирменного предустановленного ПО (ввиду того, что это ПО защищено авторским правом), а также проблемы восстановления различных фирменных драйверов.
Также нарушена нормальная работа функциональных клавиш клавиатуры ввиду отсутствия фирменных vaio утилит+библиотек в установочном пакете любой сторонней Windows 7.
Проблема решается доустановкой скачанных с сайта техподдержки соответствующих утилит и библиотек; для некоторых серий ноутбуков данные утилиты и библиотеки отсутствуют.
В фирменных ОС Windows 7 осуществлена трехкомпонентная OEM OFFLINE-активация, реализовано это для крупных производителей персональных ПК, таких как: ASUS, Acer, Dell, HP, Lenovo, Sony.
Суть фирменной активации: наличие SLIC в таблицах BIOS (для Windows 7 — версия SLIC 2.1), цифрового сертификата Sony и ключа OEM SLP Sony в системе.